# Karina Jordán
Pour les articles homonymes, voir Karina et Jordán (homonymie).
Karina Fiorella Jordán Manrique, née le 18 décembre 1985 à Lima au Pérou, est une actrice péruvienne.
Elle a étudié à l'Université catholique pontificale du Pérou.

## TV
- Baila Reggaettón (2007) ... Vanessa
- Golpe A Golpe (2007) ... Belén Meléndez
- Sabrosas (2008) ... Joselyn
- La Fuerza Fénix (2008) ... Rina Sipagauta
- Clave Uno: Médicos En Alerta (2009) ... Marcela Piqueras

## Théâtre
- Laberinto de mounstruos (2003)
- La Orestiada (2008)
- La Prisión de los Ángeles (2008)
- La Nona (2008)
- El Mentiroso (2008)
- La asombrosa fábula del Rey Ciervo (2009) ... Ángela
- Rent (2010)